# Cesseville
Cesseville is een gemeente in het Franse departement Eure (regio Normandië) en telt 391 inwoners (2005). De plaats maakt deel uit van het arrondissement Évreux.

## Geografie
De oppervlakte van Cesseville bedraagt 6,6 km², de bevolkingsdichtheid is 59,2 inwoners per km².
De onderstaande kaart toont de ligging van Cesseville met de belangrijkste infrastructuur en aangrenzende gemeenten.

## Demografie
Onderstaande figuur toont het verloop van het inwonertal (bron: INSEE-tellingen).